# Disney Sing It: Pop Hits
Disney Sing It: Pop Hits es un videojuego karaoke y secuela de High School Musical: Sing It!, Disney Sing It y Disney Sing It! - High School Musical 3: Senior Year . Fue lanzado el 6 de octubre de 2009 a través de múltiples plataformas. A diferencia de los últimos dos lanzamientos en la serie Sing It, Pop Hits no dispone de una versión de 360. Las nuevas características del juego incluyen un sistema de puntuación de nuevo, una versión mejorada de Sing It Pro, actuaciones de reproducción a través de Sing It Encore, o el riesgo que permite a los jugadores a superar a los demás resultados.

## Canciones
Disney Sing It: Pop Hits incluye una serie de canciones de Disney afiliados a los artistas, así como espectáculos de Disney Channel y películas como Hannah Montana y High School Musical 3, y canciones populares escuchadas en Radio Disney (América).

### Artistas
- Miley Cyrus

"7 Things"
"Fly on the Wall"
"The Climb"
"Hoedown Throwdown"
- Demi Lovato

"Get Back"
"La La Land"
"Don't Forget"
- Jonas Brothers

"Hold On"
"SOS"
"When You Look Me In The Eyes"
"Love Bug"
"Burnin' Up"
- Colbie Caillat

"Realize"
"Bubbly"
- Vanessa Hudgens

"Sneakernight"
- Jesse McCartney

" It's Over" (Exclusivo para la versión de Estados Unidos)
" How Do You Sleep"
- Taylor Swift

"I'm Only Me When I'm With You"
"Change"
- One Republic

"Apologize"
- Duffy

"Warwick Avenue"
"Mercy"
- Coldplay

"Violet Hill"
- Steve Rushton

"Emergency"
- Love & Theft (Exclusivo para la versión de Estados Unidos)

"Don't Wake Me"
- Mitchel Musso (Exclusivo para la versión de Estados Unidos)

"Let It Go" (with Tiffany Thornton)
"The In Crowd"
- Hannah Montana

"Let's Do This"
"Let's Get Crazy"
- Jfem

"It's Amazing"
- High School Musical 3 (Exclusivo para la versión Europea)

"Right Here, Right Now"
"Scream"
- Ismael (Exclusivo para la versión Europea)

"Dame Besos"
- Jacopop Sarno (Exclusivo para la versión Europea)

"E-Tardi"